# Брековиці
Брековиці (словен. Brekovice) — поселення в общині Жири, Горенський регіон, Словенія. Висота над рівнем моря: 492,8 м.